# Testudo marginata
Testudo marginata là một loài rùa trong họ Testudinidae. Loài này được Schoepff mô tả khoa học đầu tiên năm 1792.

## Hình ảnh

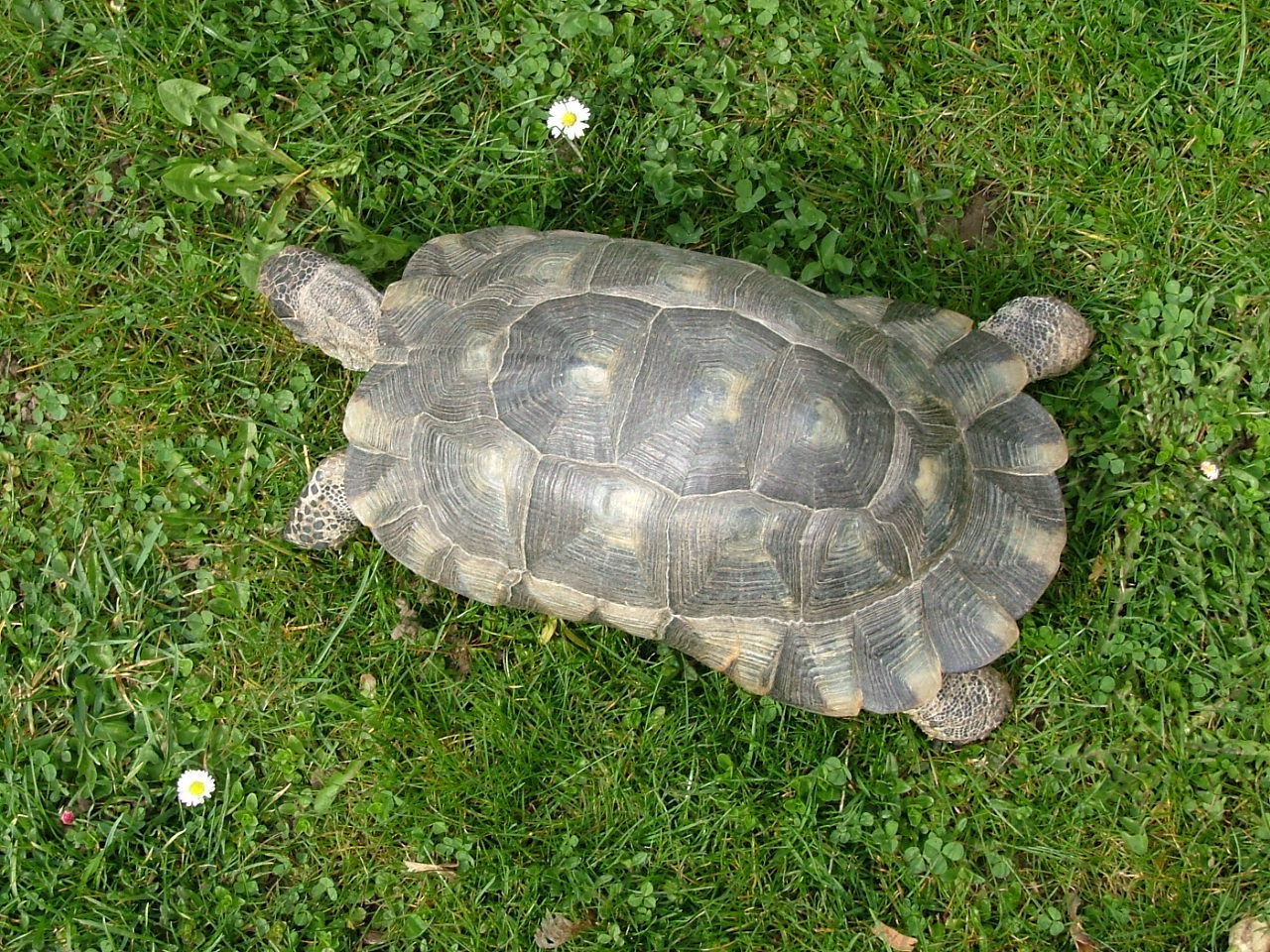
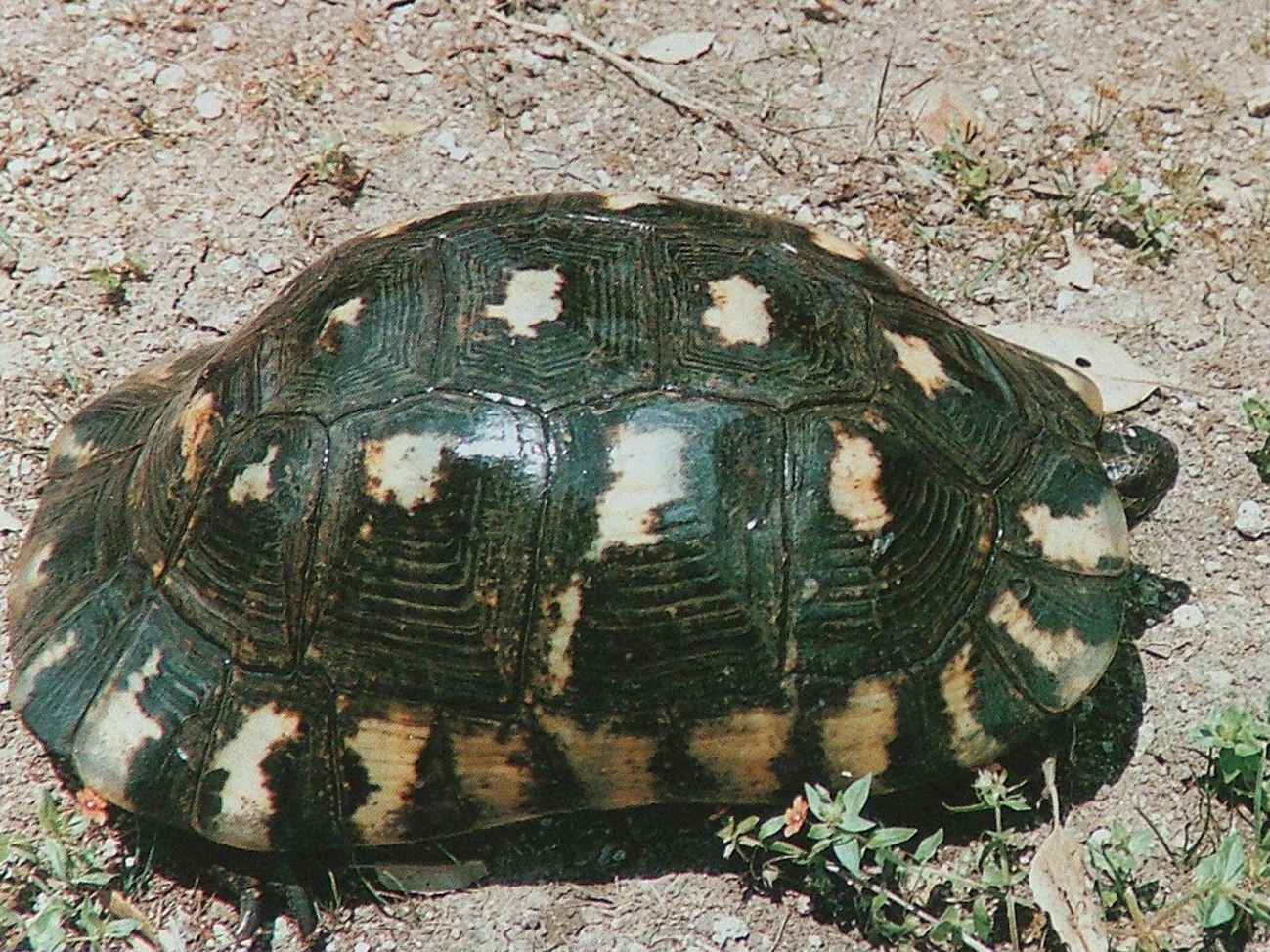
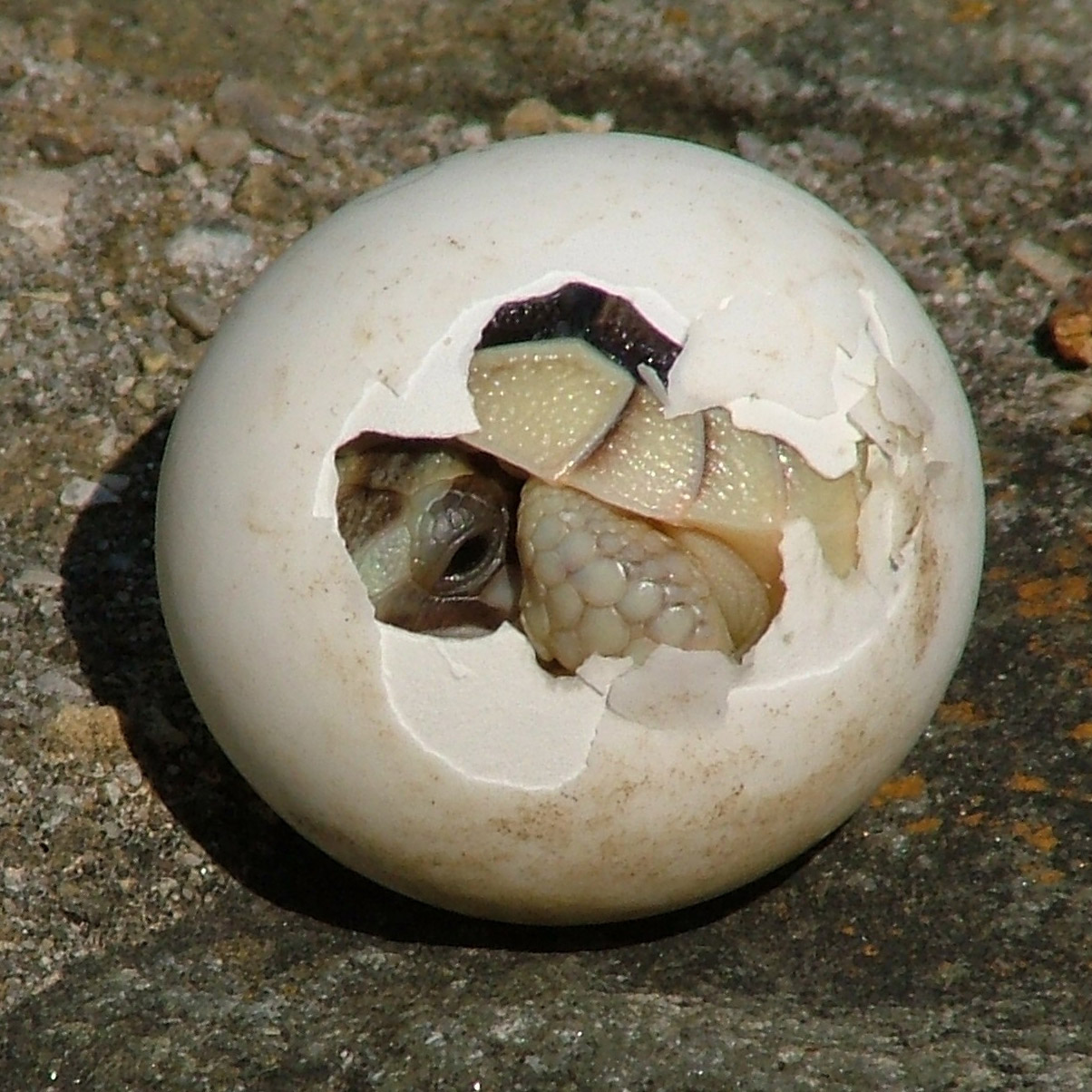
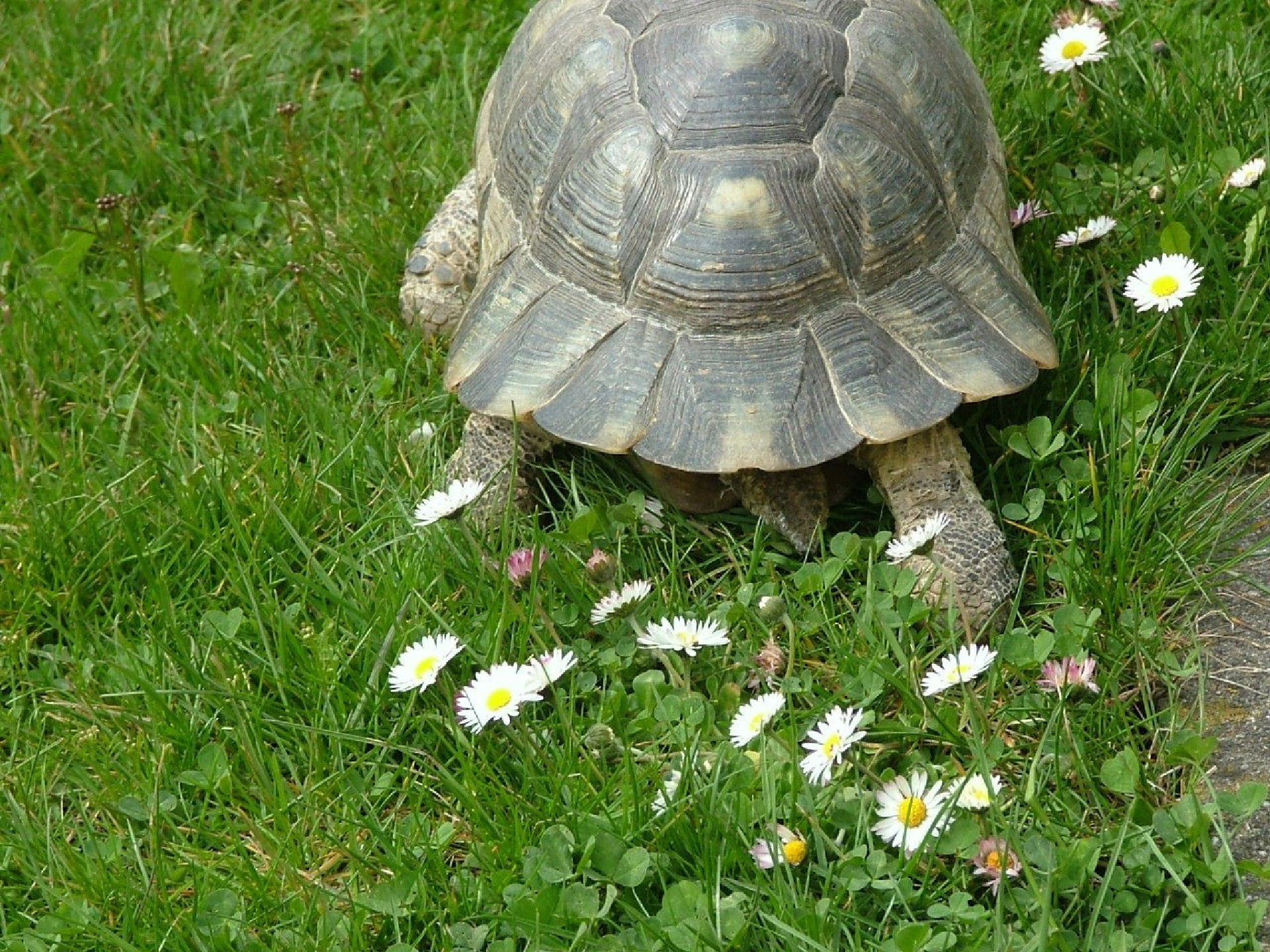
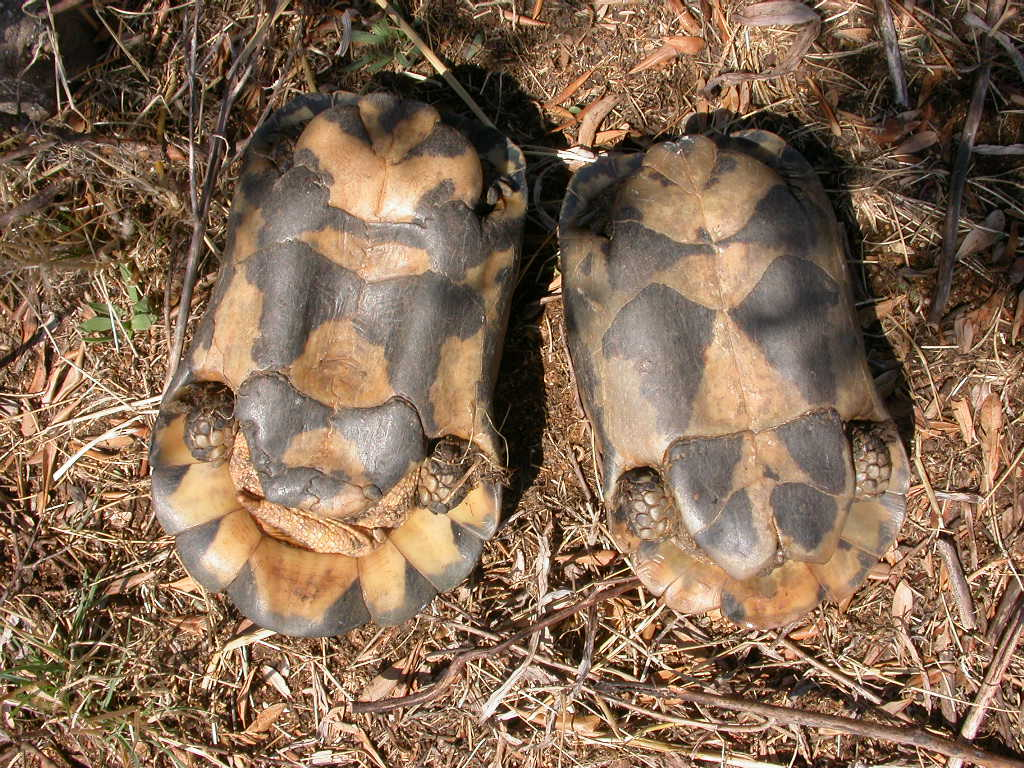